# 점보 스테이

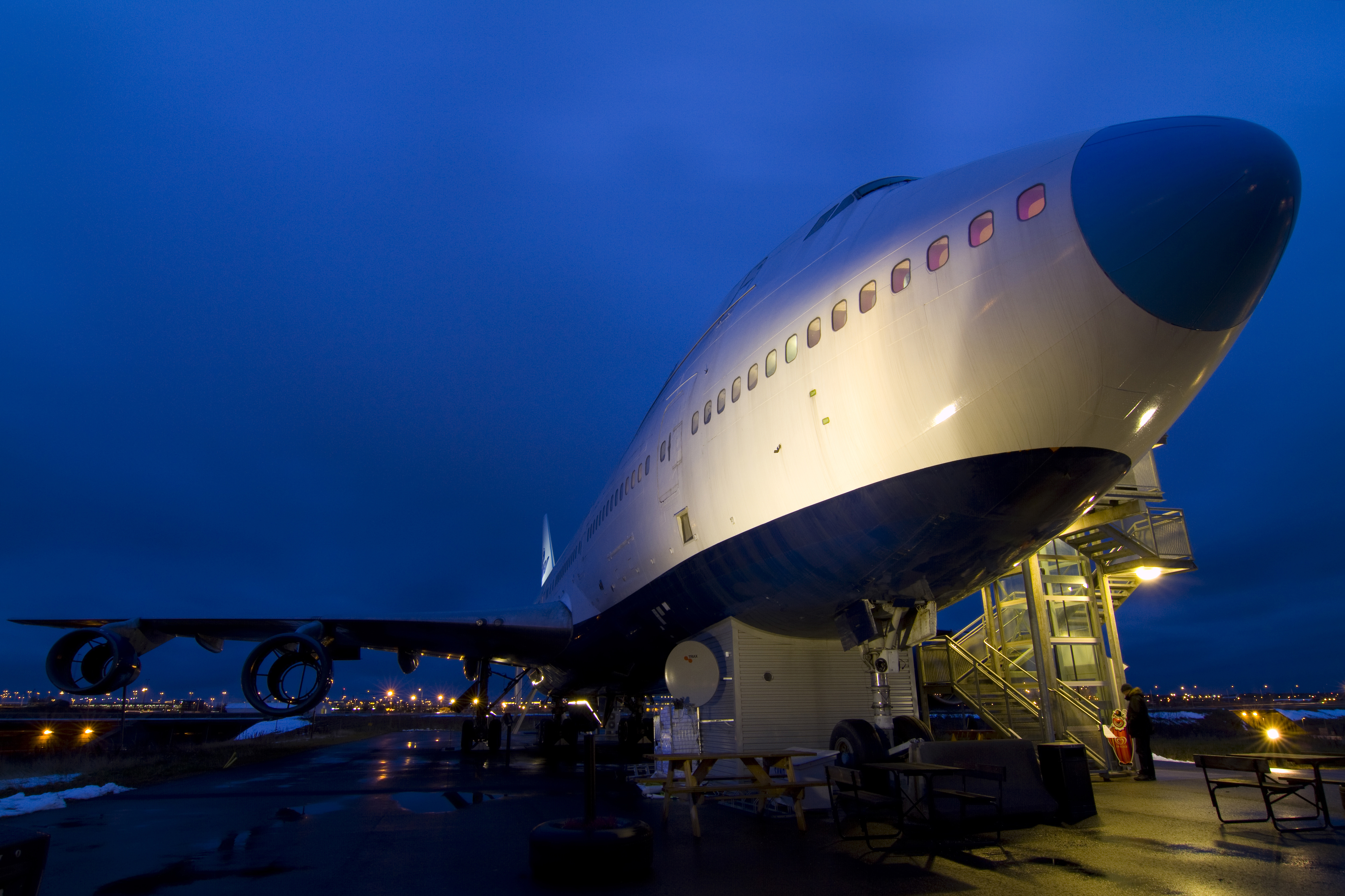
점보호스텔

점보 스테이(Jumbo Stay)는 스웨덴 스톡홀름 인근의 알란다 공항에 위치한 퇴역한 보잉 747-200의 내부에 만들어진 호스텔이다.

## 역사

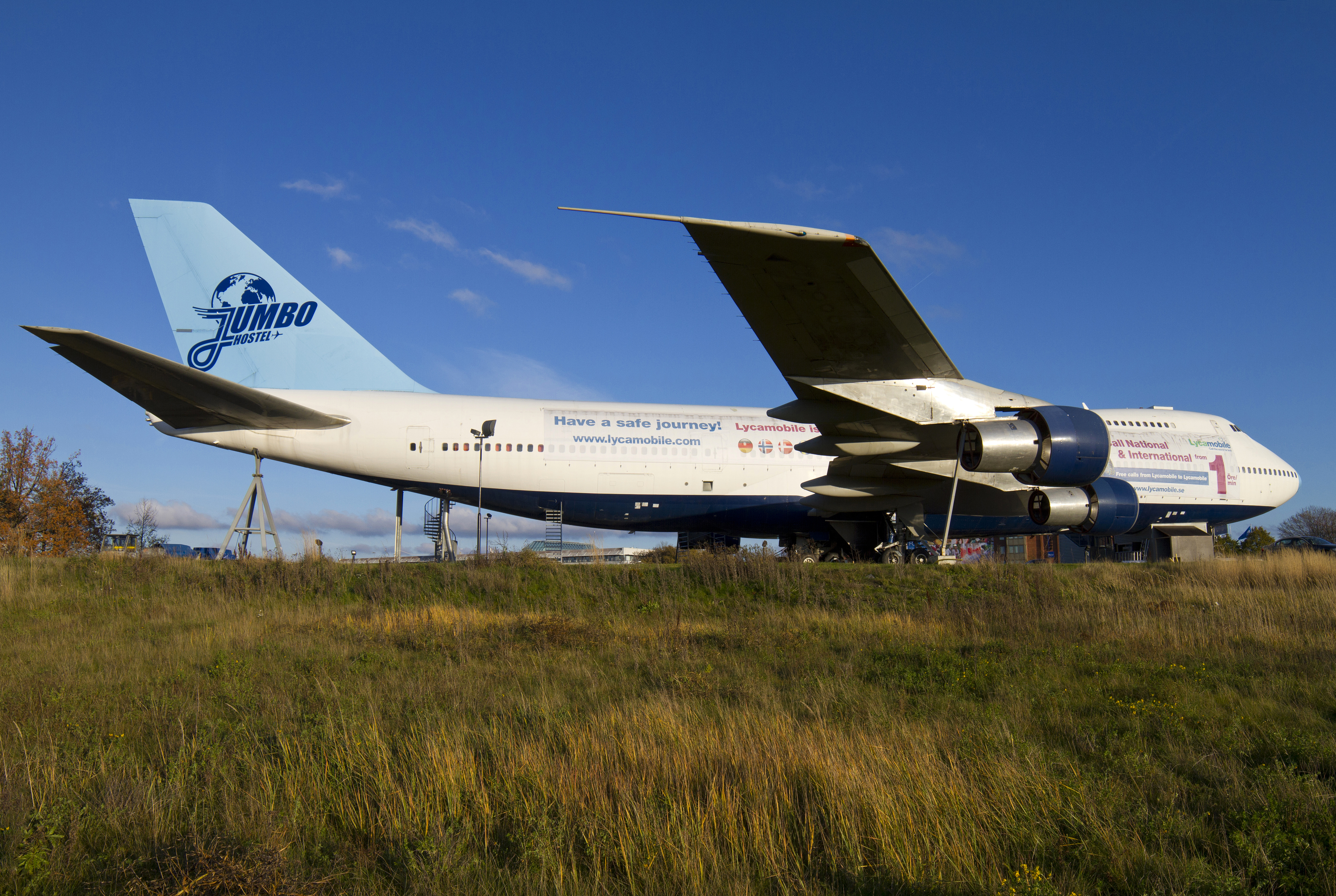
서쪽에서 촬영한 점보호스텔

호텔은 1976년에 제작되어서 퇴역한 보잉 747-200에 있다. 이 여객기는 싱가포르 항공을 위해 건조된 후 팬암에 취항한 후 2002년에 파산한 스웨덴 항공사 트랜스제트(Transjet)에 의해 마지막으로 운행되고 있었다.
2007년 12월 시구투나 공공 사업단은 알란다 공항 입구에 점보호스텔의 건축 허가를 냈다. 2008년 1월 항공기는 건설 주기장으로 옮겨져 오래된 내부를 해체하여 새로 페인트 객실의 장식을 붙이는 공사의 제1단계가 시작되었다. 항공기는 450객석이 설치되어 있었다. 기내는 정화, 에어컨 및 단열재 등 에너지 기준을 엄수한 다른 건축과 같은 상태가 되었다. 난방, 공기 열원식 인버터가 사용되고 있다.

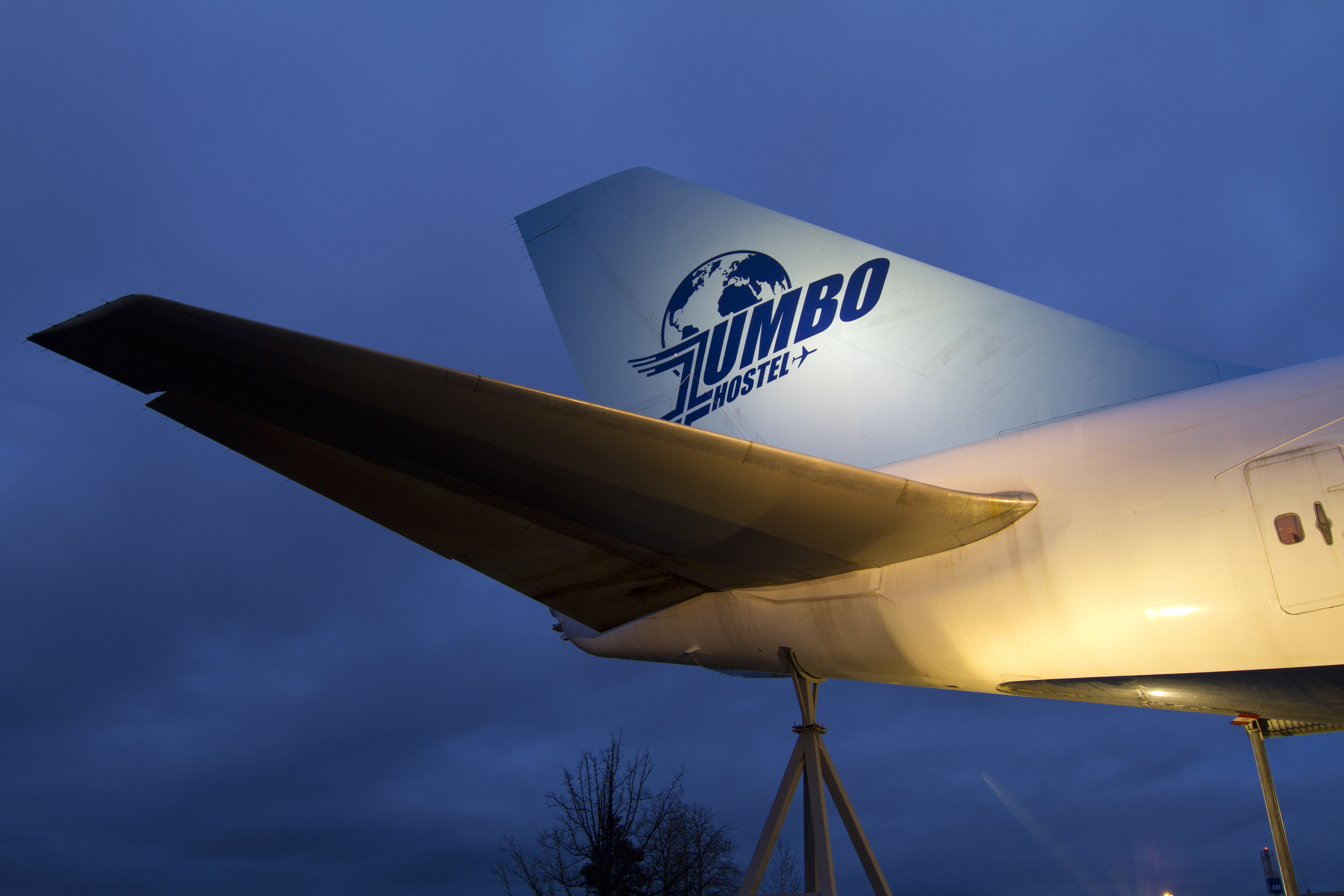
점보호스텔의 꼬리날개

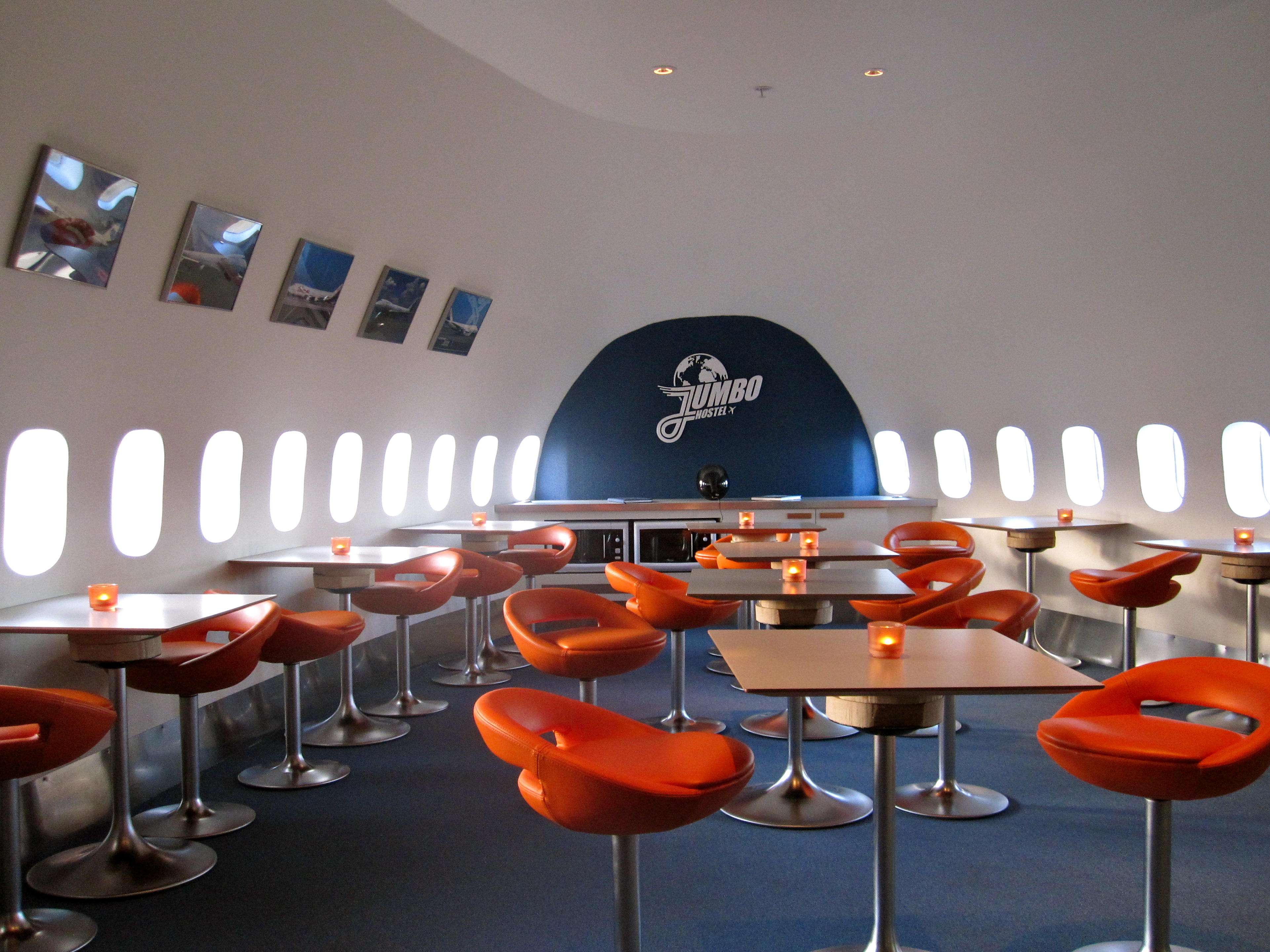
점보호스텔의 내관

2008년 여름, 스톡홀름 알란다 공항 입구에 있는, 착륙 다리를 안전하게 고정시키는 2개의 철 받침대를 갖춘 콘크리트 기초 예정지에 옮겨졌다. 호스텔은 2008년 12월 하순에 오픈했다.

## 객실
점보호스텔은 3개의 침대가 있는 27개의 객실이 있으며, 가장 유명한 것은 상부 갑판에 있는 "콕핏 스위트"(cockpit suite)이다. 모두 합하면 침대수는 79개이다. 모든 객실에 평면 TV는 모든 항공편의 출발 시간을 볼 수 있다. 또한 고속 무선 통신에 사용하고 있다. 조종석 스위트와 설비를 갖춘 룸과를 제외한 모든 객실은 복도에 있는 샤워 시설과 화장실을 공유한다.

## 카페
점보호스텔의 카페에서는 손님이 아니라도 아침 식사, 커피, 패스트리 등 기초적인 식사를 할 수 있다. 카페에서 식사를 따뜻하게 위해 전자 레인지를 사용하고 있다.